# Edició urtext
Una edició urtext d'una peça de música clàssica és una versió impresa que intenta capturar i reproduir la intenció original del compositor d'una manera tan fidel com sigui possible i sense afegir o canviar el contingut. Altres tipus d'edicions que es diferencien de les edicions urtext són les edicions facsímil i les interpretatives. L’expressió prové de l'alemany Urtext Edition, que té el significat d'edició original.

## Preparant edicions urtext
Les fonts per crear una edició urtext inclouen l'autògraf (el manuscrit original produït de mà del compositor), còpies creades a mà pels estudiants i ajudants del compositor, la primera edició publicada, i altres edicions inicials. Com que les primeres edicions sovint inclouen errors d'impressió, una font particularment valuosa per crear edicions urtext és la còpia de la primera edició impresa que ha estat corregida a mà pel compositor.
Típicament, una edició urtext inclou un prefaci indicant quines han estat les fonts consultades per l'editor. En el cas que siguin manuscrits, o primeres edicions que han esdevingut rareses, l'editor indicarà de quina biblioteca acadèmica o fons documental provenen.
Quan les fonts són escasses, plagades d'errors d'impressió, o es contradiuen entre elles mateixes, la tasca de l'editor urtext esdevé complicada. També l'editor troba dificultats afegides quan el compositor fa servir una cal·ligrafia difícil d'entendre (per exemple, Beethoven) o s'han introduït revisions addicionals després de la publicació.
Un problema fonamental quan s'edita urtext és com es presenten interpretacions diferents d'una mateixa anotació. Si l'editor inclou massa poques interpretacions, això restringeix la llibertat de l'intèrpret a l'hora d'escollir. Tot i així, incloure interpretacions inversemblants provinents de fonts poc fiables no ajuden a l'intèrpret. On l'editor ha d'arriscar i conjecturar més és a l'hora d'identificar errors d'impressió o de còpia. El perill més gran—en absolut hipotètic—és que una elecció ineresantment excèntrica o fins i tot inspirada per part del compositor sigui ignorada o esborrada per un editor massa intervencionista o conservador.
Una altra dificultat afegida sorgeix del fet que les obres musicals sovint presenten passatges que es repeteixen (tant com si és d'una manera idèntica o similar) en més d'una ubicació; això ocorre per exemple, en la secció de recapitulació d'una obra en forma de sonata o en el tema principal d'un rondó. Sovint els símbols dinàmics o altres simbols d'expressió presents en un apartat concret del material original es troben a faltar en ubicacions similars. La pràctica més possiblement estricta és de representar tots els símbols literalment, però un editor urtext pot ser que també vulgui anotar els símbols en passatges paral·lels.
Una resposta comuna d'editors a totes aquestes dificultats és proporcionar documentació escrita de totes les decisions que s'han pres, ja sigui amb peus de pàgina o en una secció de notes separada.

## Tipus d'edicions

### Edicions de facsímil
Les edicions urtext difereixen d'edicions de facsímil, les quals simplement presenten una reproducció fotogràfica d'una de les fonts originals d'una obra musical. L'edició urtext aporta valor afegit al què l'intèrpret podria aconseguir d'un facsímil per mitjà de la compilació d'evidència de fonts múltiples i l'aplicació de criteri rigorós i acadèmic. Les edicions urtext també són més fàcil de llegir que les facsímils. Així, les edicions facsímil són destinades majoritàriament a un ús acadèmic, juntament amb intèrprets que busquen incrementar el seu coneixement teòric com a part de la seva preparació.
El musicòleg James Webster, basant la seva opinió en l'estudi propi de dues importants edicions urtext de la sonata per a piano en mi bemol H. XVI:49 de Haydn, suggereix que tot músic interessat en interpretacions investigades històricament hauria de tocar a partir d'un facsímil. La raó és que alguns símbols anotats pel compositor senzillament no poden ser representats fidelment en una edició impresa. En el cas de Haydn, aquests inclouen símbols que estan a mig camí, pel que fa a longitud, entre un punt i un traç (els quals evidentment tenen significats diferents per aquest compositor), o arcs de frases musicals que acaben molt més a dalt que les notes, creant ambigüitat on una frase comença o on acaba. En tals casos, les edicions impreses es veuen forçades a prendre una decisió; només un facsímil pot proporcionar una expressió inalterada de la intenció del compositor.

### Edicions Interpretatives
Les edicions urtext també difereixen de les edicions interpretatives, les quals ofereixen l'opinió personal de l'editor a l'hora d'interpretar l'obra. Això s'aconsegueix per mitjà de l'aportació de símbols de dinàmiques i altres formes d'expressió musical, les quals suplementen o reemplacen aquells originals del compositor. En casos extrems, les edicions interpretatives intencionadament alteren els comentaris del compositor o fins i tot eliminen passatges sencers.
En els segles XIX i XX, molts famosos intèrprets musicals han creat edicions interpretatives, entre els quals s'inclouen Harold Bauer, Artur Schnabel, i Ignacy Paderewski. Abans de l'aparició de la música enregistrada, aquestes edicions eren sovint l'única manera que tenien a mà els estudiants per aprendre la tècnica d'artistes capdavanters, i fins i tot avui en dia mantenen el seu valor per aquesta funció.
Un punt mitjà entre l'edició urtext i la interpretativa és l'edició en la qual les aportacions de l'editor són distingides tipogràficament (normalment amb parèntesis, mida, escala de grisos o detallat en prosa) de les anotacions pròpies del compositor. Aquestes edicions són particularment útils en música antiga, on la interpretació de la notació musical sovint planteja dificultats.